# Saison 11 de Danse avec les stars
 (septembre 2021).
La onzième saison de l'émission française de divertissement Danse avec les stars a été diffusée du 17 septembre 2021 au 26 novembre 2021 sur TF1. Elle a été animée par Camille Combal et Karine Ferri.
L'émission a été remportée par le chanteur Tayc, aux côtés de la danseuse Fauve Hautot.

## Participants
Lors de cette saison 11 de Danse avec les stars, 13 couples formés d'une star et d'un danseur professionnel se sont affrontés. Il y avait 13 célébrités : 6 hommes et 7 femmes, soit trois célébrités de plus que lors de la saison précédente.
| Personnalité           | Occupation                                                                    | Partenaire         | Statut                        |
| ---------------------- | ----------------------------------------------------------------------------- | ------------------ | ----------------------------- |
| Tayc,                  | auteur-compositeur-interprète                                                 | Fauve Hautot       | Vainqueur le 26 novembre 2021 |
| Bilal Hassani          | auteur-compositeur-interprète, youtubeur                                      | Jordan Mouillerac  | Deuxième le 26 novembre 2021  |
| Michou                 | youtubeur                                                                     | Elsa Bois          | Troisième le 26 novembre 2021 |
| Aurélie Pons           | comédienne, mannequin, Miss Provence 2018                                     | Adrien Caby        | éliminée le 19 novembre 2021  |
| Dita von Teese         | danseuse new burlesque, mannequin                                             | Christophe Licata  | éliminée le 12 novembre 2021  |
| Gérémy Crédeville,     | humoriste, comédien, chroniqueur                                              | Candice Pascal     | éliminé le 5 novembre 2021    |
| Lucie Lucas,           | comédienne, mannequin                                                         | Anthony Colette    | éliminée le 29 octobre 2021   |
| Wejdene,               | chanteuse                                                                     | Samuel Texier      | éliminée le 22 octobre 2021   |
| Vaimalama Chaves       | Miss France 2019, chanteuse                                                   | Christian Millette | éliminée le 15 octobre 2021   |
| Jean-Baptiste Maunier, | chanteur, comédien, mannequin                                                 | Inès Vandamme      | éliminé le 8 octobre 2021     |
| Moussa Niang,          | chef d'entreprise, champion du monde de sanda, ancien candidat de téléréalité | Coralie Licata     | éliminé le 1er octobre 2021   |
| Lola Dubini,           | chanteuse, comédienne, youtubeuse                                             | Joël Luzolo        | éliminée le 24 septembre 2021 |
| Lââm,                  | chanteuse                                                                     | Maxime Dereymez    | éliminée le 17 septembre 2021 |

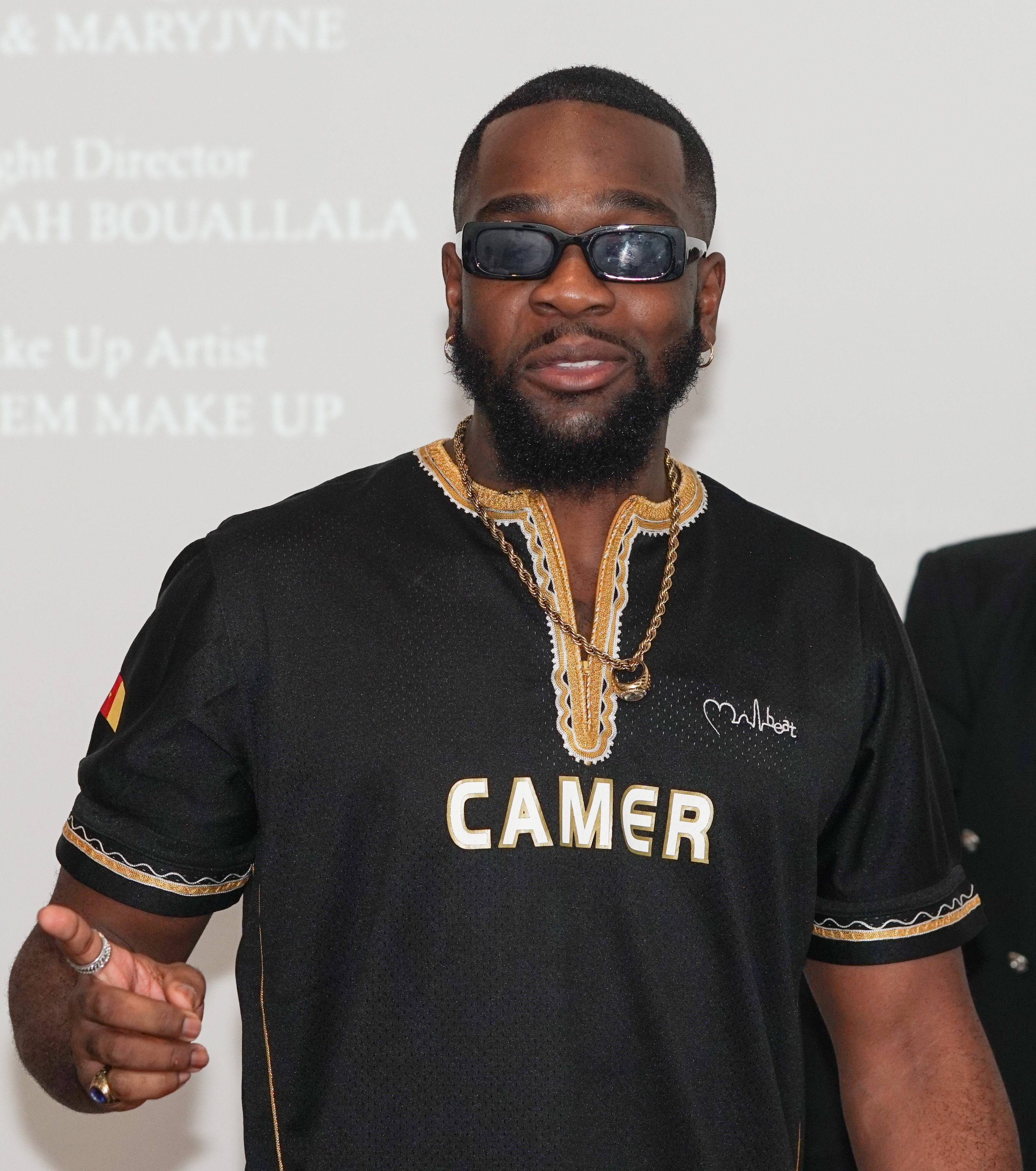
Tayc
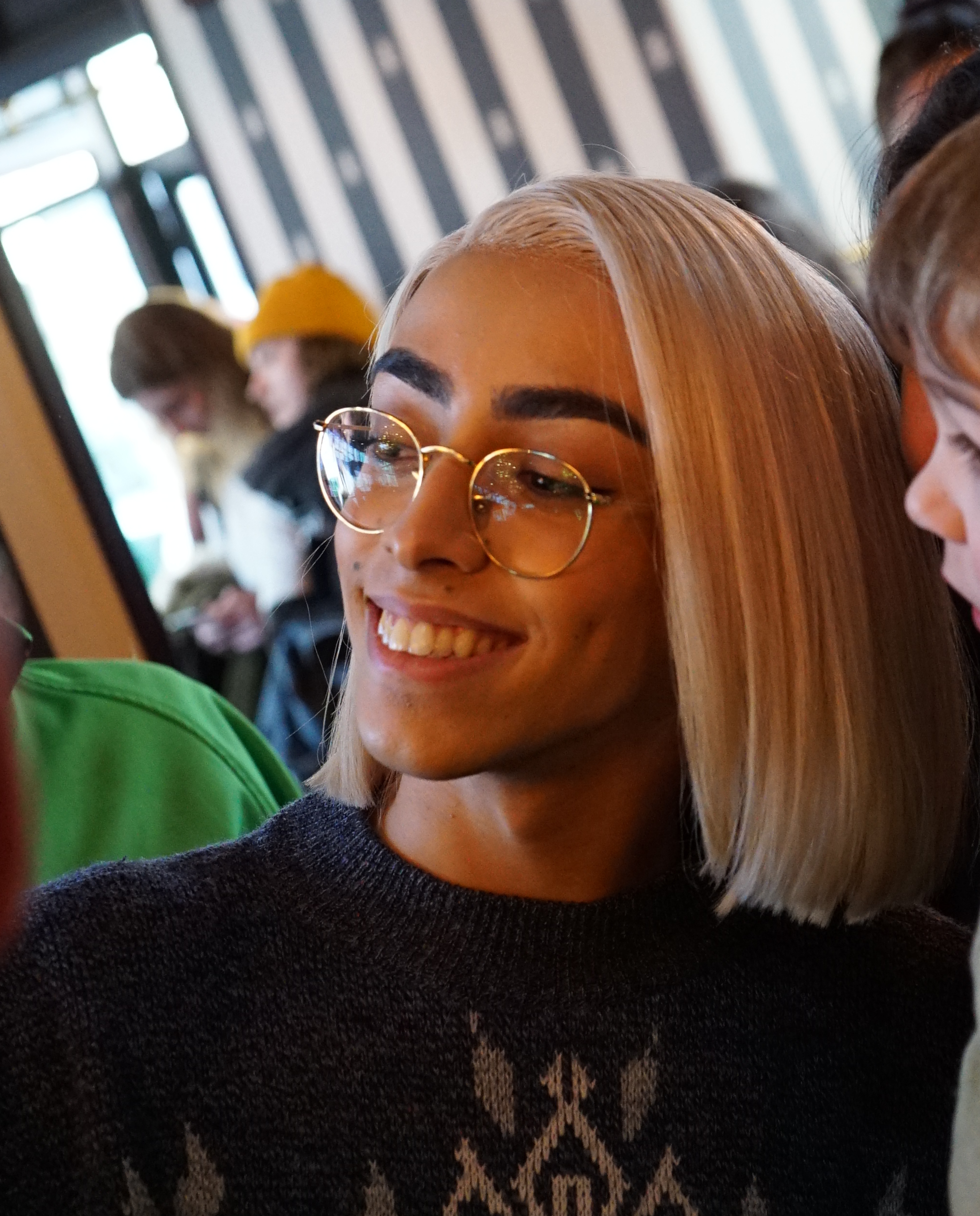
Bilal Hassani
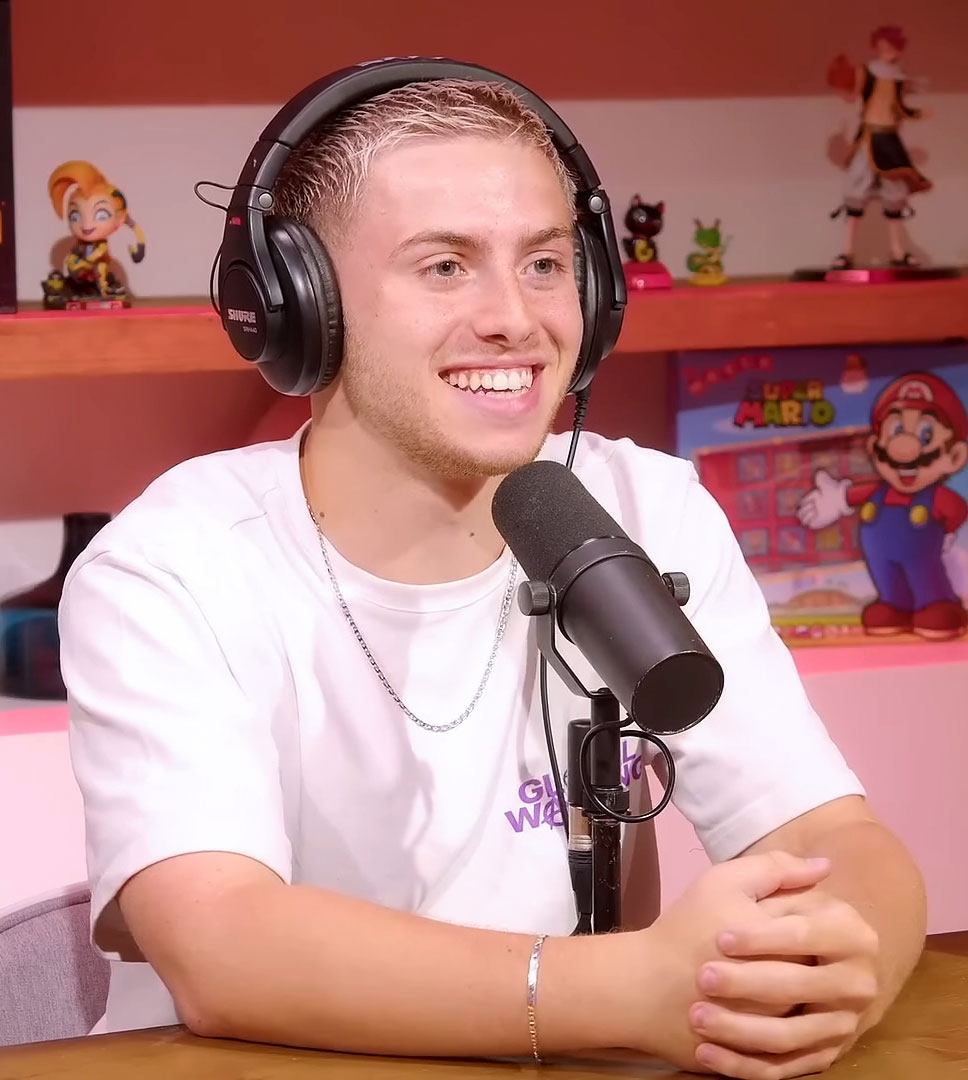
Michou
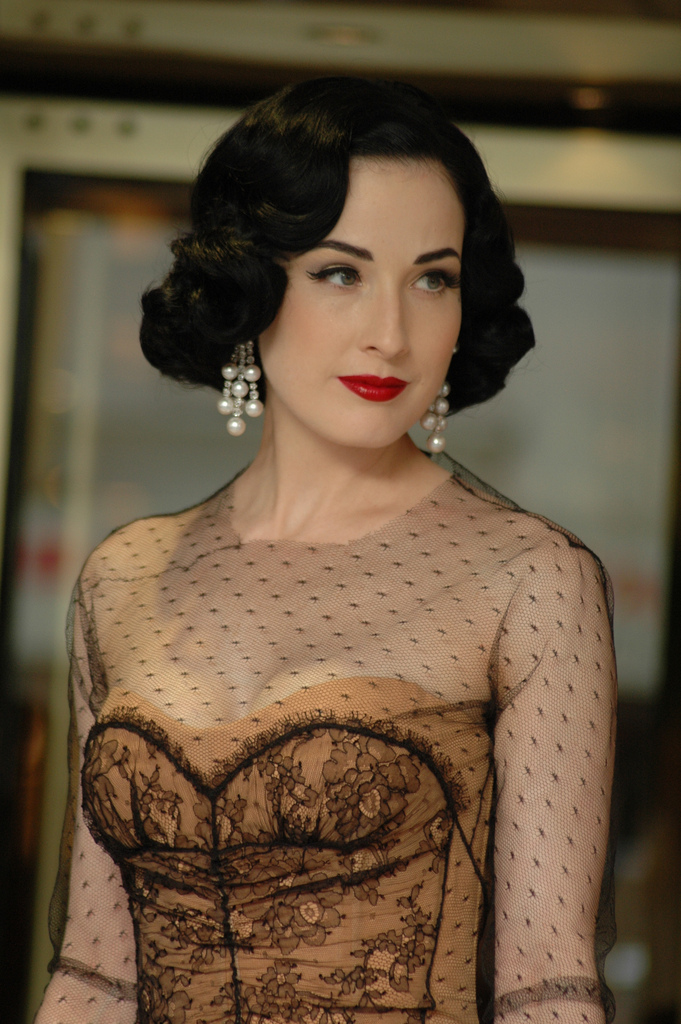
Dita von Teese
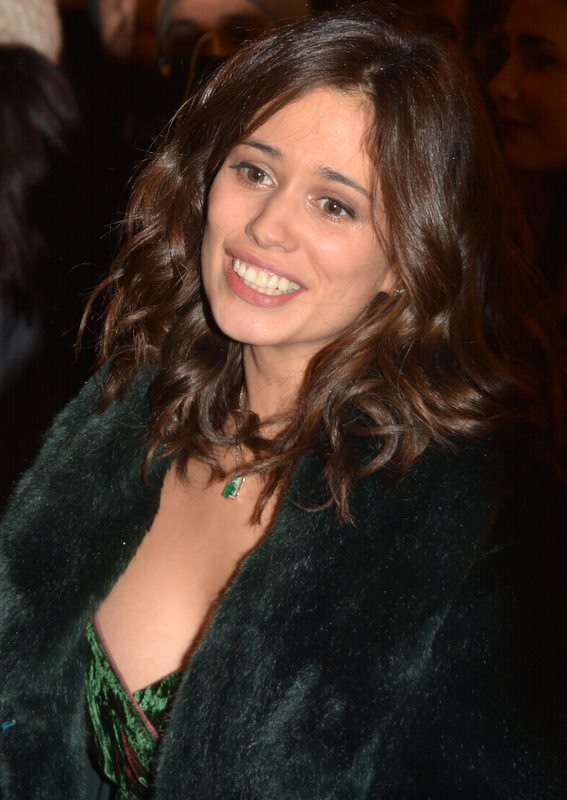
Lucie Lucas
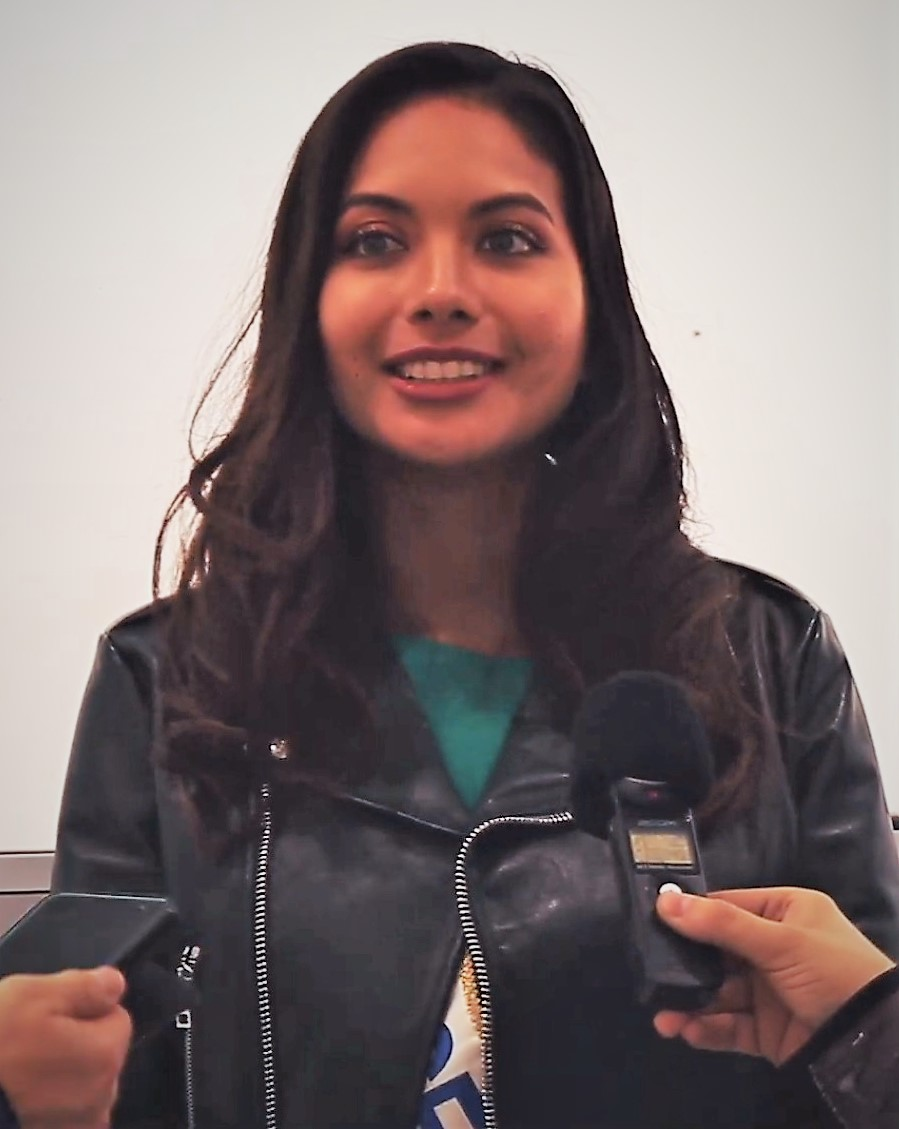
Vaimalama Chaves
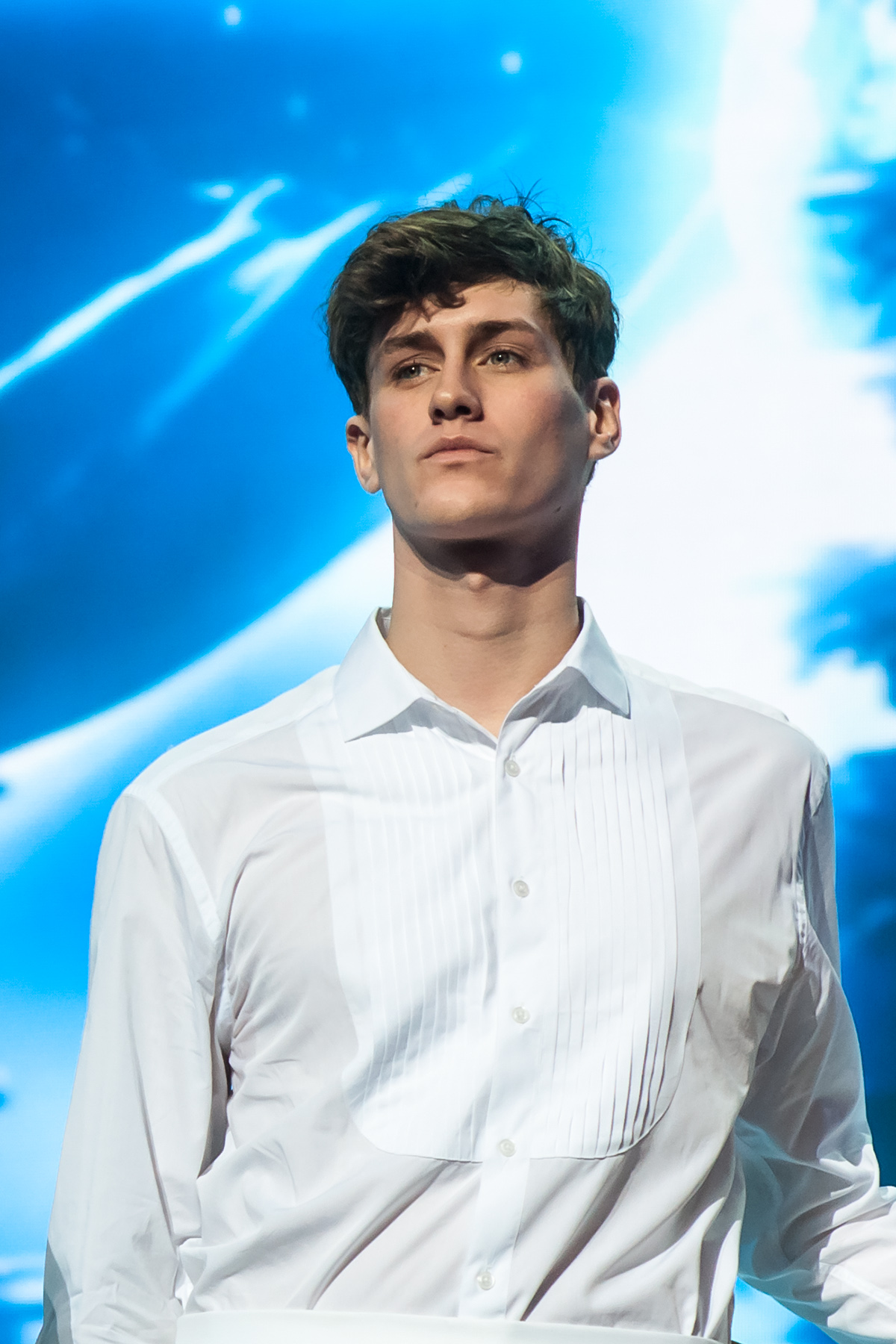
Jean-Baptiste Maunier
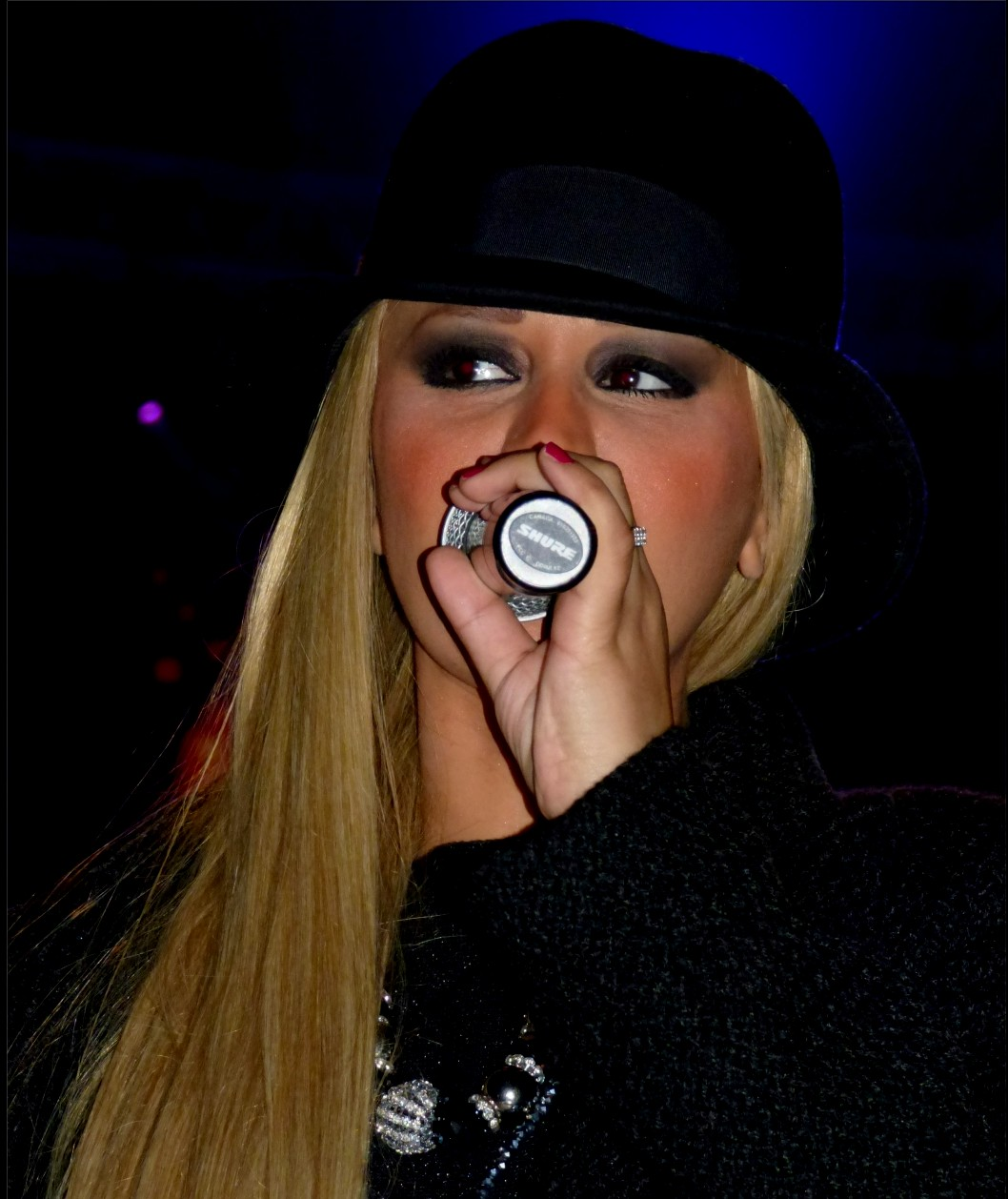
Lââm

## Production

### Date
Initialement prévue pour octobre-novembre 2020, cette saison a été reportée à l'automne 2021 en raison de la pandémie de Covid-19. Elle est diffusée du 17 septembre 2021 au 26 novembre 2021.

### Présentation
Camille Combal et Karine Ferri animent cette onzième saison : Camille Combal présente seul les primes, Karine Ferri présente seule L'After Danse avec les stars. Cependant, les afters des primes 3 et 4 sont présentés par Camille Combal, Karine Ferri étant malade et à l'isolement,

### Jury

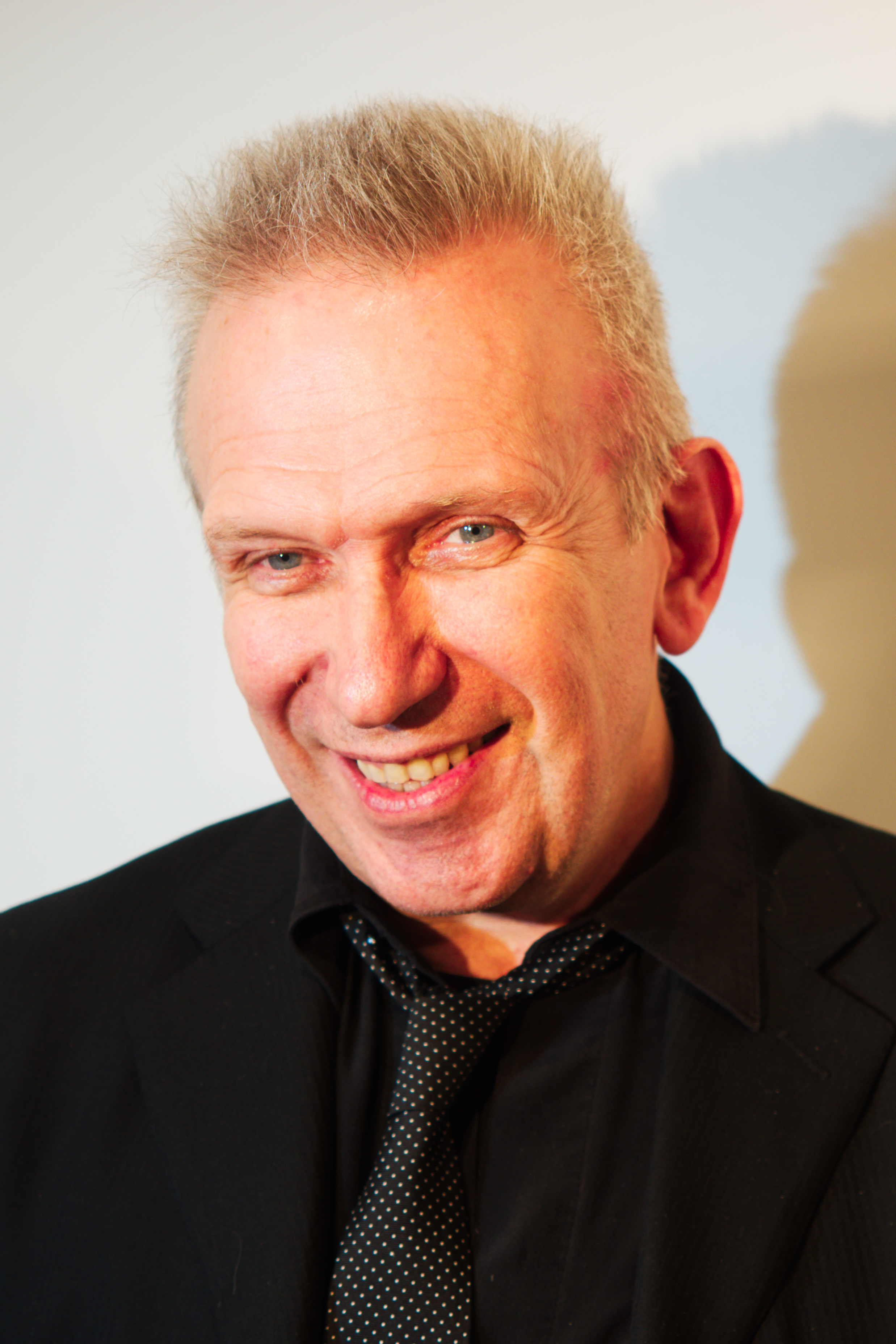
Jean-Paul Gaultier

Chris Marques est le seul ancien juré des saisons précédentes. En effet, Jean-Marc Généreux a quitté TF1 pour France 2 pour y présenter le divertissement Spectaculaire, avant de rejoindre le jeu Fort Boyard. Patrick Dupond est décédé le 5 mars 2021. Shy'm est devenue maman et a commencé une nouvelle carrière de comédienne dans la série télévisée Profilage, tout en sortant de nouveaux singles.
Chris Marques a donc à ses côtés trois nouveaux jurés : le styliste Jean-Paul Gaultier, la chorégraphe Denitsa Ikonomova, gagnante des saisons 5, 6, 7 et 9 de l'émission, et le premier danseur du Ballet de l'Opéra national de Paris François Alu,,.

### Danseurs professionnels
Denitsa Ikonomova, comme l'avait fait Fauve Hautot lors des saisons 6, 7 et 8, rejoint le jury et ne danse pas avec un candidat. Katrina Patchett ne participe pas à cette saison, ni Emmanuelle Berne qui rejoint néanmoins la direction artistique de l'émission. Jordan Mouillerac est de retour dans l'émission, après avoir été absent lors de la saison précédente. Christian Millette, au départ donné absent pour cette saison, est réintégré pour être le partenaire de Vaimalama Chaves, dernière arrivée du casting. D'autres nouveaux danseurs professionnels rejoignent l'émission, dont Coralie Licata, qui a déjà participé à l'émission pour des tableaux ; Elsa Bois, Samuel Texier, Adrien Caby et Joël Luzolo viennent compléter la liste des nouveaux danseurs, annoncés le 27 août 2021.

### Déroulement
La saison est diffusée tous les vendredis en prime time, et non plus les samedis comme lors des saisons précédentes.
C'est la troisième fois, depuis le début du programme, qu'une candidate (Dita von Teese lors du prime 8) déclare forfait à cause d'une blessure (après Pamela Anderson et Terence Telle lors de la saison 9),.

## Candidats
Jean-Baptiste Maunier devait initialement concourir lors de la saison 6 mais avait refusé